# Władysław Eiger
Władysław Eiger; znany także jako Walter Eiger, właśc. Władysław Walter Eiger (ur. 7 lutego 1907 w Łodzi, zm. 11 maja 1991 w Pensacoli) – polski kompozytor, dyrygent i aranżer pochodzenia żydowskiego; mąż pianistki Aliny Eiger. 

## Życiorys
Syn Kiwy (Jakuba) Eigera i Szajdli Salomei z d. Chwast. Bratanek badaczki folkloru żydowskiego Reginy Eiger-Lilientalowej. Studiował w Konserwatorium Muzycznym w Warszawie; ukończył École normale de musique w Paryżu oraz Uniwersytet w Grenoble.
Współpracował z Syreną Rekord (największą w tamtym czasie polską wytwórnia płytową), był dyrygentem: orkiestry teatru rewiowego Wesoły Wieczór, orkiestry wytwórni Lonora Electro, jak również  orkiestry tanecznej wytwórni Odeon. Od 1936 r. współpracował z Teatrem 8:30 w Warszawie. W 1934 roku zaczął komponować muzykę filmową. Przez wiele lat pisał fragmenty muzyczne do teatrów muzycznych, operetek, komedii muzycznych oraz piosenki filmowe.
Dla Fanny Gordon zaaranżował kompozycje do pierwszej polskiej komedii muzycznej (operetki) Yacht miłości (premiera odbyła się 21 października 1933 r. w Teatrze 8:30 w Warszawie). Skomponował również muzykę do piosenki Biała noc (walc hawajski; słowa : Zenon Friedwald), którą po raz pierwszy zaśpiewała w 1935 r. Wiera Gran.
Od 1938 r. przebywał w Paryżu, gdzie zarabiał na życie grając na pianinie na wytwornych dancingach oraz w kawiarniach. Po wybuchu II wojny światowej zamieszkał na Curaçao (Karaiby). Stamtąd jesienią 1942 r. wyjechał do Miami Beach na Florydzie. Począwszy od lat 40. przez kilka lat mieszkał  i pracował w Kanadzie, a od połowy lat 50. przebywał w Nowym Jorku. Zajmował się aranżacją oraz komponowaniem muzyki na potrzeby teatru, filmu, radia i telewizji; prowadził orkiestry rozrywkowe, które występowały w hotelach i restauracjach. Przez wiele lat współpracował z Canadian Broadcasting Corporation. Aranżował musicale i komedie muzyczne dla nowojorskich teatrów Broadwayu. Wykładał na kilku amerykańskich i kanadyjskich szkołach wyższych.
Wielokrotnie koncertował w duecie pianistycznym ze swoją żoną. Akompaniował wielu gwiazdom (Charles Trenet, Patachou etc.). 

## Utwory muzyki filmowej[2]
- 1934: Śluby ułańskie (kompozytor)
- 1935: Dwie Joasie (kompozytor)
- 1935: Kochaj tylko mnie (kompozytor)
- 1936: Mały marynarz (kierownik muzyczny)
- 1936: Trędowata (kompozytor)
- 1937: Błazen purymowy (aranżer)
- 1940: Après Mein Kampf, mes crimes (kompozytor, film krótkometrażowy)
- 1943: The Land of My Mother (kompozytor, film dokumentalny)
- 1944: Dzieci na wygnaniu (kompozytor, film krótkometrażowy)

## Utwory muzyki poważnej[1]
- Rapsodia polska
- Concerto grosso na orkiestrę symfoniczną i zespół jazzowy
- Uwertura Hallo, Paris
- Fantazja na motywach melodii kanadyjskich

## Piosenki[2]
- Mnie wystarczy słówko (z filmu Kochaj tylko mnie)
- Dlaczego właśnie dziś (z filmu Dwie Joasie)
- Ja wiem, że nie byłam dla ciebie (z filmu Trędowata; reż. Juliusz Gardan, 1936 r.)